# Miguel Fuentes Vízner
Miguel Fuentes Vízner, més conegut com a Miguelo, (Alacant, 16 de febrer de 1969) és un exfutbolista valencià, que jugava com a migcampista.

## Trajectòria
Inicia la seua carrera a les categories inferiors de l'Hèrcules CF, amb qui jugaria a la Segona Divisió la campanya 86/87. Després, començaria un recorregut per equips de la Segona B, com el Benidorm CD, el Nàstic de Tarragona i de nou l'Hèrcules CF.
El 1990 s'incorpora a la disciplina del Sevilla FC. Després de passar pel Sevilla Atlético, filial de Segona B, debuta amb el primer equip la temporada 90/91, jugant 10 partits en la màxima divisió. A l'any següent no apareixeria en cap minut i la temporada 92/93 vestiria en tres ocasions més la samarreta sevillista.
L'estiu de 1993 fitxa pel Reial Valladolid, on qualla una bona temporada, tot jugant fins a 26 partits. La temporada 93/94, però, va perdre la titularitat al conjunt castellà i tan sols disputà 12 partits, encara que va marcar un gol. La temporada 95/96 marxa al Màlaga CF, que militava a la Segona B, i on juga 30 partits, marcant fins a tres gols.